# Lucio Cecilio Metelo Calvo
Lucio Cecilio Metelo Calvo  fue un político romano.
Era hijo de Quinto Cecilio Metelo y hermano de Quinto Cecilio Metelo Macedónico. Fue elegido pretor y luego cónsul en el año 142 a. C. junto a Quinto Fabio Máximo Serviliano.
De su periodo como cónsul solo se recuerda que hizo de testigo, junto con su hermano Metelo el Macedónico, en el juicio por extorsión contra Quinto Pompeyo, cónsul del año 141 a. C.
Asimismo, se le concedió el proconsulado de la Galia Cisalpina en el año 141 a. C. Entre los años 140 a. C. y 139 a. C. formó parte de la embajada enviada a los estados orientales.
Tuvo tres hijos: Quinto Cecilio Metelo Numídico, Lucio Cecilio Metelo Dalmático y Cecilia Metela.